# Шазеј д'Азерг
Шазеј д'Азерг (фр. Chazay-d'Azergues) насеље је и општина у источној Француској у региону Рона-Алпи, у департману Рона која припада префектури Вилфранш сир Саон.
По подацима из 2011. године у општини је живело 3878 становника, а густина насељености је износила 652,86 становника/km². Општина се простире на површини од 5,94 km². Налази се на средњој надморској висини од 210 метара (максималној 311 m, а минималној 179 m).

## Демографија
| 1962. | 1968. | 1975. | 1982. | 1990. | 1999. | 2011. |
| ----- | ----- | ----- | ----- | ----- | ----- | ----- |
| 1.267 | 1.479 | 2.054 | 2.712 | 3.314 | 3.903 | 3.878 |

График промене броја становника у току последњих година